# 唐懽
唐懽（1473年—1509年），字季和，號只山，直隸松江府上海縣人，竈籍，明朝政治人物。

## 生平
弘治十四年（1501年）辛酉科應天府鄉試第一百十四名舉人。弘治十五年（1502年）聯捷壬戌科二甲第八十三名進士。明年以守部告归。又二年授刑部主事，正德初晋员外郎，以時降调外任，謫穀城县知县。正德四年（1509年）十月往湖南勘储時，卒于长沙善感县，年仅三十七。

## 家族
曾祖唐文彬；祖父唐顯宗；父唐德華。嫡母趙氏；繼母顧氏；生母胡氏。永感下。兄怡、怿、弟恒。孫唐志大，嘉靖進士。